# Latinerkrigene
Latinerkrigene var en række krige, der blev udkæmpet mellem antikkens Rom (herunder både det Romerske Kongerige og den Romerske Republik) og latinerne, fra de tidligste stadier af Roms historie indtil latinernes endelige underkastelse af Rom i kølvandet på af Latinerkrigen (340–338 f.Kr.).

## Første krig med Rom
Latinerne gik først gang i krig med Rom i det 7. århundrede f.Kr. under den romerske konge Ancus Marcius' regeringstid (r. 640 – 616 f.Kr.).
I henhold til Livius blev krigen indledt af latinerne, som forventede, at Ancus ville følge den fromme fredsstræb, som vedtaget af hans bedstefar, Numa Pompilius (r. 715 – 672 f.Kr.). Latinerne gjorde i begyndelsen et indfald i romerske lande. Da en romersk ambassade søgte erstatning for skaden, gav latinerne et foragtfuldt svar. Ancus erklærede derfor krig mod latinerne. Erklæringen er bemærkelsesværdig, da det i henhold til Livius var første gang, at romerne havde erklæret krig ved hjælp af ritualer fra fetialtes.
Ancus Marcius marcherede fra Rom med en nyligt hvervet hær og indtog den latinske by Politorium. Byens beboere blev fjernet og genhuset på Aventine-højen i Rom som nye borgere – efter de romerske traditioner fra krigene med sabinerne og albanerne. Da de andre latinere efterfølgende indtog den tomme by Politorium, indtog Ancus byen igen og ødelagde den. Yderligere borgere blev flyttet til Rom, da Ancus erobrede de latinske byer Telleni og Ficana.
Krigen fokuserede derefter på den latinske by Medullia. Byen havde en stærk garnison og var godt befæstet. Der fandt flere sammenstød sted uden for byen, og romerne var i sidste ende sejrrige. Ancus vendte tilbage til Rom med meget krigsbytte. Flere latinere blev bragt til Rom som borgere og blev bosat ved foden af Aventine-højen nær Palatinerhøjen ved Murcia-templet.

## Krig med Rom under Tarquinius Priscus
Da Rom blev regeret af Lucius Tarquinius Priscus (r. 616 – 578 f.Kr.), gik latinerne i krig med Rom ved to lejligheder.
Den første, som i henhold til Fasti Triumphales fandt sted før 588 f.Kr., tog Tarquinius den latinske by Apiolae og bragte derfra en stor mængde krigsbytte til Rom.
I forbindelse med den anden krig underkastede Tarquinius hele Latium og indtog flere byer, der tilhørte latinerne, eller som havde gjort oprør mod dem: Corniculum, Ficulea, Cameria, Crustumerium, Ameriola, Medullia og Nomentum, før han indvilligede i fred.

## Krig mellem Clusium og Aricia
I 508 f.Kr. forlod Lars Porsena, konge af Clusium (på det tidspunkt kendt for at være en af de mest magtfulde byer i Etrurien) Rom efter at have afsluttet sin krig mod Rom med en fredsaftale. Porsena opdelte sine styrker og sendte en del af hæren sammen med sin søn, Aruns, for at belejre den latinske by Aricia. Arikerne udsendte en anmodning om hjælp til Det Latinske Forbund og også fra den græske by Cumae. Da støtten ankom, vovede den ariske hær sig ud over byens mure, hvorefter de kombinerede hære mødte Aruns' hær i kamp. I henhold til Livius blev Aruns' hær tilintetgjort.

## Pometian-oprøret
I 503 f.Kr. gjorde to latinske byer, Pometia og Cora – som Livius sagde var kolonier af Rom – oprør mod Rom. De fik hjælp fra den sydlige aurunker-stamme.
Livius fortæller, at en romersk hær – ledet af konsulerne Agrippa Menenius Lanatus og Publius Postumius Tubertus – mødte fjenden og vandt. Livius fortæller endvidere, at krigen var begrænset til Pometia. I henhold til Livius blev mange fanger dræbt af begge side. Livius fortæller også, at konsulerne fejrede en triumf, men Fasti Triumphales siger, at en ovatio blev fejret af Postumius, mens Menenius modtog en triumf – begge for sejre over sabinerne.
I det følgende år var konsulerne Opiter Virginius og Sp. Cassius. Livius fortæller, at de forsøgte at indtage Pometia, men endte med at tye til belejringsmaskiner. Aurunkerne lancerede dog en vellykket modsvar, der ødelagde belejringsmaskinerne, sårede mange og næsten dræbte en af konsulerne. Romerne trak sig tilbage til Rom, rekrutterede nye tropper og vendte tilbage til Pometia. De genopbyggede herefter belejringsmaskinerne, og da de var ved at indtage byen, overgav pometianerne sig. Aurunker-lederne blev halshugget, pometianerne solgt til slaveri, byen raseret og jorden solgt. Livius fortæller, at konsulerne fejrede en triumf som følge af sejren. Fasti Triumphales registrerer kun én triumf af Cassius (muligvis over sabinerne, selvom inskriptionen er uklar).

## Slaget ved Regillus-søen ogfoedus Cassianum
I 501 f.Kr. nåede rygtet Rom, at tredive af de latinske byer havde sluttet sig sammen i en alliance mod Rom, opildnet af Octavius Mamilius fra Tusculum. På grund af dette (samt en konflikt med sabinerne) blev Titus Larcius udnævnt som Roms første diktator, med Spurius Cassius som hans magister equitum. Krigen med latinerne udbrød dog først mindst to år senere.
I 499 f.Kr., eller muligvis 496 f.Kr., brød krigen ud. Først blev Fidenae belejret (selvom det ikke er klart af hvem), Crustumerium blev erobret (igen er det uklart af hvem), og Praeneste gik over til romerne. Aulus Postumius blev udnævnt til diktator, med Titus Aebutius Elva som hans magister equitum. De marcherede med den romerske hær ind i det latinske territorium og sejrede ved Slaget ved Regillus-søen.
Kort tid efter, i 495 f.Kr., afviste latinerne en opfordring fra volskerne om at slutte sig til dem for at angribe Rom. Latinerne gik så langt som til at overlevere de volskiske ambassadører til Rom. Det romerske Senat tildelte i taknemmelighed frihed til 6.000 latinske fanger, og til gengæld sendte latinerne en guldkrone til Jupiter Optimus Maximus-templet i Rom. En stor menneskemængde samledes – herunder de frigivne latinske fanger – som takkede deres fangere. Der siges at være opstået store venskabsbånd mellem romerne og latinerne som følge af denne begivenhed. Latinerne advarede også Rom om den volskiske invasion, der fandt sted kort efter samme år.
I 493 f.Kr. blev en traktat – den såkaldte Foedus Cassianum – indgået, som etablerede en gensidig militæralliance mellem de latinske byer og Rom, hvor Rom var den ledende partner. En anden folkestamme, hernikerne, sluttede sig til alliancen på et senere tidspunkt. Selvom de præcise mekanismer i Den Latinske Liga er usikre, synes dens overordnede formål klart. I løbet af det 5. århundrede blev latinerne truet af invasioner fra aequerne og volskerne, som en del af et større mønster, hvor sabellisk-talende folk migrerede fra Appenninerne og ned i sletterne. Flere perifere latinske samfund ser ud til at være blevet overmandet, og kilderne fra antikken beretter om kampe mod enten aequerne, volskerne eller begge næsten hvert år i den første halvdel af det 5. århundrede. Disse årlige krigshandlinger ville sandsynligvis have været præget af razziaer og gengældelsesrazziaer snarere end af de regulære slag, som antikkens kilder beskriver.